# Hans Maaß (Mathematiker)
Hans Maaß (* 17. Juni 1911 in Hamburg-Altona; † 15. April 1992 in Heidelberg) war ein deutscher Mathematiker und Hochschullehrer, der sich mit Funktionentheorie beschäftigte.

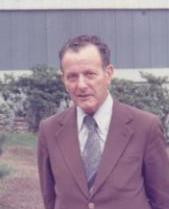
Hans Maaß (1976)

## Leben und Wirken

### Kindheit und Studium
Maaß wurde als Sohn des Künstlers und Fotografen Johannes Maaß (1880–1919) und dessen Ehefrau, der Sozialfürsorgerin Maximiliane geb. Huber (1884–1961) geboren.  Sein Vater starb 1919 infolge von Kriegsverletzungen aus dem Ersten Weltkrieg.
Maaß wuchs in Hamburg auf, wo er bis zum Abitur im Jahr 1931 die Aufbauschule besuchte. Anschließend studierte er bis 1935 an der Universität Hamburg. Zunächst Physik und Astronomie, mit dem Ziel, Astronom zu werden. Bei der Lektüre des Himmelsmechanik-Buches Theoria Motus von Carl Friedrich Gauß stieß er auf Kettenbrüche, studierte dazu das Lehrbuch von Oskar Perron und kam so zur Mathematik. Er studierte in Hamburg unter anderem bei Emil Artin und Erich Hecke, bei dem er 1937 mit seiner Arbeit „Konstruktion ganzer Modulformen halbzahliger Dimension mit {\displaystyle \vartheta }-Multiplikatoren in einer und zwei Variablen“ zum Dr. rer. nat. promoviert wurde. 1938 erhielt er die Lehrbefähigung für das Lehramt an höheren Schulen für die Fächer Mathematik, Angewandte Mathematik und Physik.

### Akademischer Werdegang
Aus wirtschaftlichen Gründen war Maaß von April 1938 bis Mai 1939 als Statiker in der Flugzeugindustrie (Focke-Wulf in Bremen) tätig. Ab Juni 1939 ging er nach einem Angebot von Udo Wegner als wissenschaftlicher Assistent an das Mathematische Institut der Ruprecht-Karls-Universität Heidelberg, wo er nach seiner Habilitation im Jahr 1940 („Zur Theorie der automorphen Funktionen von n Veränderlichen“, Mathematische Annalen 1940) als Privatdozent lehrte.
Ab 1948 lehrte Maaß als außerordentlicher Professor und ab 1958 als ordentlicher Professor an der Universität Heidelberg, nachdem er einen Ruf nach Göttingen ausgeschlagen hatte. Zudem war er ab Juni 1957  Mitdirektor des Mathematischen Instituts und mehrfach Dekan der Fakultät Mathematischen und Naturwissenschaftlichen Fakultät. Zu seinen Doktoranden zählen Eberhard Freitag und Walter Roelcke.
Als Gastprofessor wirkte er mehrfach am Tata Institute of Fundamental Research in Bombay (1954/55, 1962/63). Weitere Gastvorlesungen führten ihn im Wintersemester 1969/1970 an die University of Maryland, College Park.
Maaß wurde 1974 zum Mitglied der Heidelberger Akademie der Wissenschaften ernannt. Außerdem war er seit 1982 auswärtiges Mitglied der Indian National Academy of Sciences.

### Zeit des Nationalsozialismus
Während der Zeit des Nationalsozialismus war Maaß von 1935 bis 1938 Mitglied im Nationalsozialistischen Kraftfahrkops und Rottenführer. 1937 wurde er Mitglied der NSDAP (Mitgliedsnummer 5.361.915). Dies hing möglicherweise damit zusammen, dass sich beim Ariernachweis in seiner Ahnenreihe auch nichtarische Vorfahren fanden. Während des Zweiten Weltkriegs führte er neben seinen Vorlesungen in Heidelberg auch strömungsmechanische und statische Berechnungen für die Luftwaffe durch, von 1942 bis 1945 war er im Rahmen der Kriegsdienstverpflichtung Wetterinspektor auf dem Flughafen Mannheim-Sandhofen. Gegen Kriegsende geriet er als Mitglied des Wetterdienstes der Luftwaffe in amerikanische Gefangenschaft, aus der er Ende 1945 entlassen wurde. Das Verfahren der Spruchkammer Heidelberg nach dem Gesetz zur Befreiung von Nationalsozialismus und Militarismus endete im Mai 1947 mit einer Einreihung als Mitläufer und der Festsetzung einer Geldsühne von 600 Reichsmark.

### Privates
Maaß heiratete 1940 Eveline Maaß, geborene Klose, die Ehe wurde 1957 geschieden. Von 1957 bis 1992 war er mit Christa Maaß, geborene Caliebe, verheiratet. Aus den Ehen stammten fünf Kinder, darunter der Künstler Matthias Joachim Maaß und der Archäologe Michael Maaß.

## Schwerpunkte in Forschung und Lehre
Maaß befasste sich vor allem mit der Theorie der Modulformen, wobei er neben Erich Hecke und Hans Petersson insbesondere von Carl Ludwig Siegel beeinflusst war, dessen Gesammelte Werke er auch mit K. Chandrasekharan mitherausgab. Bekannt wurde er für seine Einführung nicht-analytischer automorpher Formen in den 1940er Jahren (Maaßsche Wellenformen). Statt der Laplacegleichung zu genügen (wie analytische Funktionen) sind sie Eigenfunktionen des invarianten Laplace-Operators, Maaß nannte sie deshalb auch Wellenformen. International sind diese Formen unter seinem Namen bekannt. Die Motivation für die Einführung kam teilweise aus dem Interesse von Maaß für Verbindungen der Theorie der Modulformen zur Zahlentheorie. Maaß befasste sich auch mit automorphen Funktionen in mehreren Variablen, Siegelschen Modulfunktionen und zugehörigen Zeta-Funktionen.

## Nachlass
Sein mathematischer Nachlass wird vom Zentralarchiv deutscher Mathematiker-Nachlässe an der Universitätsbibliothek Göttingen sowie im Universitätsarchiv der Ruprecht-Karls-Universität Heidelberg aufbewahrt.

## Schriften (Auswahl)
- Zur Theorie der automorphen Funktionen von n Veränderlichen. Zugl. Habilitationsschrift. Springer, Berlin 1940, doi:10.1007/978-3-662-29426-0
- Über Gruppen von hyperabelschen Transformationen. Weiß, Heidelberg 1940.
- Automorphe Funktionen und indefinite quadratische Formen. Springer, Heidelberg 1949, doi:10.1007/978-3-662-30469-3.
- Über die gleichmässige Konvergenz der Poincaréschen Reihen n-ten Grades. Vandenhoeck & Ruprecht, Göttingen 1964.
- Die Multiplikatorsysteme zur Siegelschen Modulgruppe. Vandenhoeck & Ruprecht, Göttingen 1964.
- Siegel Modular Forms and Dirichlet Series (= Lecture Notes in Mathematics) Springer, Berlin/Heidelberg 1971, ISBN 3-540-05563-0 (Gastvorlesungen an der University of Maryland, College Park).
- Über die Fourierkoeffizienten der Eisensteinreihen zweiten Grades. Munksgaard, Kopengagen 1972.
- Lectures on modular forms of one complex variable (= Tata Institute of Fundamental Research studies in mathematics 29). Springer, 1983, ISBN 3-540-12874-3.
- Lectures on Siegels modular functions Tata Institute of Fundamental Research 1954/55 (online, PDF)